# Querverlag
Der Querverlag ist ein Verlag für Literatur mit schwulen und lesbischen Inhalten mit Sitz in Berlin. Er bezeichnet sich selbst als „Deutschlands erster lesbisch-schwuler Buchverlag“.

## Programm
Der Querverlag wurde 1995 von Ilona Bubeck und Jim Baker gegründet. Er gibt Romane und Sachbücher heraus, seit 1995 rund 300 Publikationen. Der Sachbuchbereich umfasst Ratgeber und Nachschlagewerke bis hin zu wissenschaftlicher Grundlagenliteratur wie Annamarie Jagoses Queer Theory – Eine Einführung, Lutz van Dijks Einsam war ich nie – Schwule unter dem Hakenkreuz 1933–1945 oder Grenzen lesbischer Identitäten, herausgegeben von Sabine Hark.
Der Verlag konzentriert sich auf die Entdeckung und Förderung deutschsprachiger lesbischer und schwuler Autoren und Autorinnen. Zu den bekanntesten gehören Stephan Niederwieser, Peter Ralf Hofmann, Karen-Susan Fessel, Antje Wagner, Karin Rick, Ariane Rüdiger, Axel Schock, Jan Stressenreuter, René Oltmanns, Regina Nössler, Vojin Saša Vukadinović, Patsy l’Amour laLove, Matthias Frings, Elmar Kraushaar und Malou Berlin.
Besondere Bekanntheit erhielt der Verlag durch seine später als „Kreischreihe“ bezeichnete Reihe an politischen Streitschriften, die seit 2016 in Form von Sammelbänden mit ähnlichem Layout kontroverse, queerpolitische und aktivistische Themen diskutieren. Hierzu ist das vielfach diskutierte, von Patsy l’Amour laLove herausgegebene Buch Beißreflexe mit Beiträgen von 29 Autoren aus dem linken, queeren und feministischen Feld zu zählen.
Der Querverlag feierte im August 2020 sein 25-jähriges Bestehen.

## Preise und Auszeichnungen
- 2019: Ehren-Stöckel der Initiative Travestie für Deutschland für besonderes Engagement für LGBTI-Sichtbarkeit[6]
- 2019: Soul of Stonewall-Award des Berliner CSD e. V.[7]
- 2020: Berliner Verlagspreis der Berliner Wirtschaftsverwaltung[8]
- 2021: Gütesiegel des Deutschen Verlagspreises[9]